# Hanover Shoe Farms
Hanover Shoe Farms är ett stuteri beläget i Hanover i Pennsylvania i USA. Stuteriet startade under början av 1900-talet och är ett av de största och mest prestigefyllda i världen för varmblodiga travhästar. Avelsstoet Miss Bertha Dillon var den häst som anses ligga till grund för stuteriet.
Stjärnhästar som Dart Hanover (1965), Like a Prayer (1999), Donato Hanover (2004) och Nuncio (2011) är födda här. Bland aktuella avelshingstar (2018) kan nämnas Donato Hanover, Andover Hall, Cantab Hall, Explosive Matter och Sebastian K.
Stuteriet säljer varje år i början av november sina årlingar på hästauktionen i Harrisburg, som varar i sex dagar och är Nordamerikas största auktion. Under 2012 års auktion fyndade bland annat den svenska travtränaren Stefan Melander sin största stjärna Nuncio för 7 000 dollar. Melander hade tidigare även köpt stjärnhästar som Scarlet Knight och Super Photo Kosmos på auktionen.